# Yuancheng
För andra betydelser, se Yuancheng (olika betydelser).
Yuancheng är ett stadsdistrikt och säte för stadsfullmäktige i Heyuans stad på prefekturnivå i provinsen Guangdong i sydöstra Kina. Det ligger omkring 160 kilometer nordost om provinshuvudstaden Guangzhou.
Yuancheng är indelat i fem stadsdelsdistrikt och två köpingar.
Stadsdelsdistrikt (jiedao):

- Dongpu (东埔街道)
- Gaobugang (高埔岗街道)
- Shangcheng (上城街道)
- Xinjiang (新江街道)
- Yuanxi (源西街道)

Köpingar (zhen):

- Puqian (埔前镇)
- Yuannan (源南镇)